# 윌리엄 C. 마임스
윌리엄 클리블랜드 밈스(William Cleveland Mims, 1957년 6월 20일 ~ )는 미국의 정치인이다.

## 학력
- 윌리엄 & 메리 칼리지 인문사회 학사
- 조지 워싱턴 대학교 법무박사
- 조지타운 대학교 법학 석사

## 경력
- 1992.01 ~ 1998.01 제147·148·149·150대 버지니아주 제32선거구 하원의원
- 1998.01 ~ 2006.01 제150·151·152·153대 버지니아주 제33선거구 상원의원
- 2009.02 ~ 2010.01 제45대 버지니아주 법무장관
- 2010.04 ~ 2022.03 버지니아 대법원 판사

## 역대 선거 결과
| 선거명        | 직책명                         | 대수  | 정당   | 득표율 | 득표수   | 결과 | 당락                 |
| ------------- | ------------------------------ | ----- | ------ | ------ | -------- | ---- | -------------------- |
| 1991년 선거   | 하원의원 (버지니아 제32선거구) | 147대 | 공화당 | 60.33% | 7,012표  | 1위  | 버지니아 주의원 당선 |
| 1993년 선거   | 하원의원 (버지니아 제32선거구) | 148대 | 공화당 | 69.04% | 12,075표 | 1위  | 버지니아 주의원 당선 |
| 1995년 선거   | 하원의원 (버지니아 제32선거구) | 149대 | 공화당 | 72.58% | 11,501표 | 1위  | 버지니아 주의원 당선 |
| 1997년 선거   | 하원의원 (버지니아 제32선거구) | 150대 | 공화당 | 71.11% | 16,485표 | 1위  | 버지니아 주의원 당선 |
| 1998년 재선거 | 상원의원 (버지니아 제33부)     | 150대 | 공화당 | 61.75% | 11,623표 | 1위  | 버지니아 주의원 당선 |
| 1999년 선거   | 상원의원 (버지니아 제33부)     | 151대 | 공화당 | 77.46% | 30,472표 | 1위  | 버지니아 주의원 당선 |
| 2003년 선거   | 상원의원 (버지니아 제33부)     | 153대 | 공화당 | 97.27% | 27,818표 | 1위  | 버지니아 주의원 당선 |

## 참고 자료
- 위키미디어 공용에 윌리엄 C. 마임스 관련 미디어 분류가 있습니다.